# Ischalis thermochromata
Ischalis thermochromata är en fjärilsart som beskrevs av Walker 1862. Ischalis thermochromata ingår i släktet Ischalis och familjen mätare. Inga underarter finns listade i Catalogue of Life.